# The Bay of Noon
The Bay of Noon è un romanzo di Shirley Hazzard del 1970. Il romanzo è stato tra i finalisti del Lost Man Booker Prize nel 2010.

## Trama
Una giovane inglese, Jenny, lavora a Napoli alcuni anni dopo la seconda guerra mondiale. Sola nella città in rovina, grazie a una lettera di presentazione di un conoscente incontra Gioconda, una scrittrice bella e dotata, e il suo amante Gianni, un famoso regista romano. Nel frattempo, sul posto di lavoro incontra Justin, uno scozzese che trova misteriosamente attraente per la sua imperscrutabilità. Jenny diventa sempre più coinvolta nella vita dei tre, ma scopre che il passato non si dimentica facilmente.